# Eva Vlaardingerbroek
Eva Vlaardingerbroek, född 3 september 1996 i Amsterdam, är en nederländsk opinionsbildare, programledare och tidigare politiker för partiet Forum för demokrati.

## Biografi
Vlaardingerbroek studerade juridik vid universitetet i Utrecht och vid Münchens universitet. Efter att ha avlagt kandidatexamen påbörjade hon studier på masternivå i rättsfilosofi vid universitetet i Leiden. Hon avlade masterexamen med en uppsats om "kontraktualiseringen av sex i metoo-eran".
Efter studierna arbetade hon i sex månader för Forum för demokrati, FvD, i Europaparlamentet i Bryssel. I början av 2020 lämnade hon Bryssel för att arbeta som forskare i Leiden. I oktober 2020 lämnade hon sin position vid universitetet där och arbetet med sin doktorsavhandling för att helt fokusera på politik.
Vlaardingerbroek blev medlem i FvD år 2016. Under partiets kongress 2019 höll hon ett kritiskt tal om modern feminism. Den 31 oktober 2020 meddelade partiledaren Thierry Baudet att Vlaardingerbroek hade placerats på femte plats på FvD:s kandidatlista inför parlamentsvalet i Nederländerna.
Den 26 november 2020 tillkännagav Vlaardingerbroek att hon stod på FvD:s partistyrelses sida i den pågående konflikten mellan styrelsen och Baudet. Senare samma dag meddelade hon att hon avslutade sitt medlemskap i FvD och inte längre kandiderade för partiet.
Vlaardingerbroek har publicerat opinionsartiklar i bland annat den nederländska veckotidningen Elsevier Weekblad.
I början av 2021 flyttade Eva Vlaardingerbroek till Sverige. I slutet av mars samma år började hon som programledare för programmet "Let’s talk about it" på Sverigedemokraternas Youtube-kanal Riks.